# Paul Rostock
Paul Rostock est un médecin allemand.

## Biographie
Il est né le 18 janvier 1892 à Kranz, arrondissement de Meseritz. Dans l'empire allemand. Il étudie la médecine à Greifswald et il obtient son doctorat à l'Université d'Iéna en 1921. De 1927 à 1933, il travaille à l'hôpital Bergmannsheil à Rostock. En 1933, il s'installe à Berlin. Il rejoint la NSDAP le 1er mai 1937 avec le no 5917621.
En 1941, il devient professeur à l'Université de Berlin. Avec Karl Brandt, Siegfried Handloser, Oskar Schröder, Karl Genzken et Eugen Haagen, il est impliqué dans la planification et la mise en œuvre de divers essais médicaux sur des prisonniers de guerre et dans des camps de concentration détenus, entre décembre 1941 à février 1945, il diffuse une épidémie de typhus dans le Camp de concentration de Natzweiler-Struthof et juillet à septembre 1944 des analyses de l'eau de mer pour l'armée de l'air dans le camp de concentration de Dachau.
Au procès des médecins, le 20 août 1947, il est acquitté. En 1948, il travaille à l'hôpital de Possenhofen.
Il décède le 17 juin 1956.